# Complexo do Alemão
O Complexo do Alemão, popularmente chamado de Morro do Alemão ou simplesmente Alemão, é um bairro que abriga um dos maiores conjuntos de favelas da Zona da Leopoldina, na Zona Norte do município do Rio de Janeiro. Durante muitas décadas, foi considerado uma das áreas mais violentas da cidade, porém, desde 2011, o governo do estado vem atuando no bairro através da unidades de polícia pacificadora, o que tem trazido resultados positivos quanto à diminuição dos índices de violência no bairro. Segundo o censo de 2000 do Instituto Brasileiro de Geografia e Estatística, seu Índice de Desenvolvimento Humano era de 0,711, o 126º e último colocado da cidade do Rio de Janeiro.
Sua principal comunidade é o Morro do Alemão, embora haja dezenas de comunidades pertencentes ao morro, espalhadas por extensões territoriais enormes. É oficialmente um bairro, mas devido a sua enorme extensão, os limites da área do bairro e das favelas pertencentes aos morro se misturam com outros bairros da Zona Norte da capital, como Ramos, Higienópolis, Olaria, Penha, Inhaúma e Bonsucesso.

## História

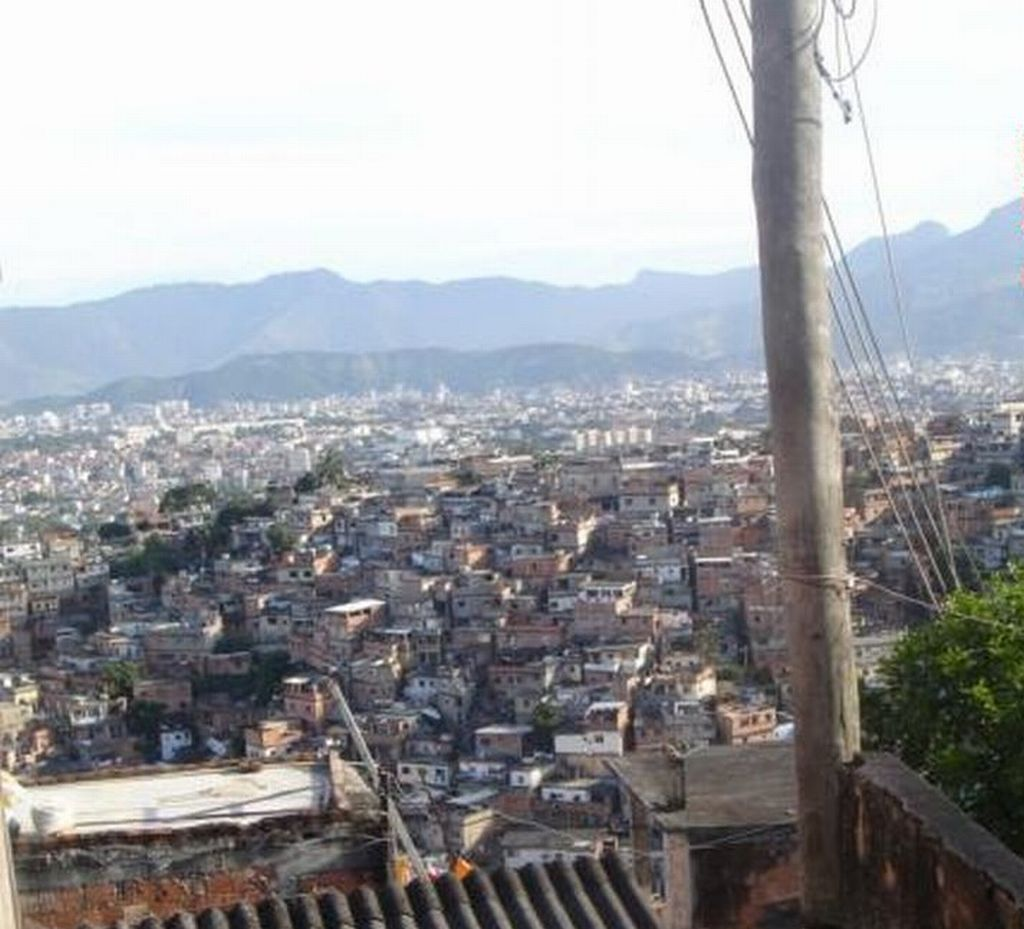
Vista parcial

O bairro foi erguido sobre a Serra da Misericórdia. Sua formação geológica majoritariamente vertical é composta por morros e nascentes, quase todas destruídas pela construção do complexo. Restam poucas áreas verdes na região, apesar dos esforços de preservação empreendidos por organizações.
Na década de 1920, o imigrante polonês Leonard Kaczmarkiewicz adquiriu terras na Serra da Misericórdia, que era, então, uma região rural da Zona da Leopoldina. O proprietário era referido pela população local como "o alemão" e, logo, a área ficou conhecida como "Morro do Alemão".
Ainda nos anos 1920, se instalou na região, o Curtume Carioca e, na sequência, muitas famílias de operários se instalaram nas imediações. A abertura da Avenida Brasil, em 1946, acabou por transformar a região no principal polo industrial da cidade, assim como diversificaram o comércio e propiciaram o crescimento da indústria. A ocupação, no entanto, só começou em 9 de dezembro de 1951, quando Leonard dividiu o terreno para vendê-lo em lotes.
A expansão das favelas do chamado Complexo do Alemão pode ser dividida em dois momentos, "(...) um iniciado na década de 1950; e outro, em meados da década de 1970", em que a atuação governamental é posterior à atuação de movimentos populares em prol de moradia, terra e serviços públicos essenciais.
A ocupação das favelas no Complexo do Alemão, "[sendo as favelas] caracterizadas por moradias construídas pelos moradores e sem projeto de loteamento prévio", na década de 1960, se deu de forma desorganizada, a partir de "necessidades básicas de abrigo e acesso a recursos fundamentais, como água e energia elétrica", apesar da tentativa governamental de controlar o uso fundiário delegando o processo de controle das ocupações às associações de moradores.
Arranjos governamentais foram incapazes de controlar o movimento de urbanização irregular desses locais, uma vez que, como os mecanismos de regulação foram transferidos para as mãos de associações de moradores, e por não possuírem regras ou direitos garantidos sobre o uso das terras, tais associações estimulavam a formação de novas associações as quais responsabilizavam, por sua vez, pela criação de novas "favelas-loteamento" via um mercado imobiliário informal. Essa seria a primeira fase da expansão territorial (1950-1975).
O Complexo do Alemão ainda mantém tal forma de reprodução social, tornando sensíveis discussões a respeito de 'urbanização', pois tal prática implicaria, inevitavelmente, na remoção e em um novo ordenamento territorial para parcela de pessoas que, apenas recentemente, teve seu direito à moradia legalizado.
A segunda fase da expansão territorial (1979-1995) do Complexo do Alemão teve início com um novo contexto político, o da reabertura do regime militar e de novas ocupações no entorno das favelas. A participação de associações e movimentos, agora legalizados diante da abertura do regime, impediu despejos e permitiu que a favela ganhasse destaque na opinião e no debate público. Como consequência, em seu primeiro mandato, tentando angariar votos dos moradores das favelas do Complexo do Alemão, Brizola encampou as reivindicações e, quando eleito, elaborou o programa 'Cada Família, um lote', o qual pretendia conceder título de propriedade a 400 mil habitantes do Complexo do Alemão. Apesar do "programa [ter] sido bastante modesto em seus resultados, a iniciativa criou um ambiente favorável à segurança e à regularização da posse nas favelas.
Dentro de um contexto de grandes mudanças sociais, em que "o Complexo do Alemão passou de cerca de 36 mil para aproximadamente 52 mil pessoas, de acordo com o Censo de 1991", é possível apontar a sua expansão de sua ocupação territorial devido a(s):
1) regularização de favelas; 2) melhorias de serviços públicos - como sistema de adução de água; 3) respaldo de associações e "entidades com representatividade social e política" à ocupação de terras ociosas; 4) apoio político; 5) desemprego; 6) diminuição dos salários dos trabalhadores; 7) ausência de políticas habitacionais de interesse social.
Tais fatores tornaram as favelas "uma das poucas alternativas de moradia acessíveis na cidade para a população de baixa renda. Essa pressão externa, exercida em boa medida por fatores econômicos, explica por que nem os movimentos sociais nem o governo puderam controlar o processo de crescimento das favelas no período. Simultaneamente, guiados pela lógica do mercado imobiliário informal, novos loteamentos clandestinos também se agregaram ao Complexo do Alemão, assim como acontecia a outras áreas da cidade".
Ainda há áreas de mata e pontos de nascentes de rios que são usados como fonte de água. Todavia, logo após a nascente, os rios já se tornam valões de esgoto, devido à falta de rede canalizada. Boa parte da serra foi destruída devido às pedreiras, muito comuns a partir da metade do século XX. Hoje em dia, tal empreendimento ainda é autorizado, mesmo a Serra da Misericórdia sendo considerada Área de Proteção Ambiental. Na interseção entre o Alemão e a Penha, a francesa Lafarge opera uma pedreira com autorização do INEA, por não atingir os lençóis freáticos da região.
A região sempre foi conhecida como uma das mais violentas da cidade. Atualmente, está sendo alvo de um dos projetos do Programa de Aceleração do Crescimento, em parceria entre os governos federal e o Governo do Estado do Rio de Janeiro, em que estão previstas melhorias viárias, moradia e de infraestrutura em geral, de modo a livrar o bairro e seus arredores do estigma da favelização e da violência.

### Guerra pelo comando do tráfico
Em meados dos anos 90, foi travada uma grande guerra no Morro do Alemão à época em que era dominado pelo traficante Orlando da Conceição, o Orlando Jogador. Este acabou sendo morto numa emboscada por um outro traficante, seu afilhado Ernaldo Pinto de Medeiros, o Uê. Nessa época o Complexo, o Comando Vermelho perdeu o controle da área durante alguns meses, para outra facção criminosa, o Terceiro Comando. Posteriormente, o Comando Vermelho recuperou o domínio sobre a maior parte do Complexo. Uma parte, entretanto, o Morro do Adeus, permaneceu nas mãos do Terceiro Comando. Mas, em maio de 2007, foi tomado pela organização criminosa Amigos dos Amigos e voltou à esfera do Comando Vermelho.
O bairro é também conhecido pelos bailes funk na Chatuba e da Grota, além do chamado "Baile do Complexo Total", onde acontece tráfico de drogas e cenas explícitas, inclusive com menores de idade misturados aos maiores. Foi justamente a realização de reportagens sobre este tipo de evento, resultou no assassinato do jornalista Tim Lopes em 2002, após ser capturado pelo grupo do traficante Elias Maluco. A execução brutal de Tim Lopes teria sido uma vingança por sua reportagem "Feirão das Drogas", exibida pela Rede Globo em agosto de 2001, na qual se mostrou, através de uma câmera oculta, a venda livre de drogas e a prostituição infantil nos bailes funks das favelas do bairro. A reportagem foi laureada com o Prêmio Esso de Jornalismo.
No dia 4 de dezembro de 2008, o presidente Lula visitou o Complexo do Alemão, em evento realizado num antigo depósito de gás abandonado, próximo às comunidades da Nova Brasília e Grota. Lá, sob forte esquema de segurança comandado pela Força Nacional, e acompanhado de diversos políticos, como Sérgio Cabral, Eduardo Paes, Edson Santos, Benedita da Silva e Tarso Genro, Lula lançou o Territórios da Paz, além de anunciar diversas outras obras de melhorias para a região.
Semanas depois, no dia 17 de dezembro, o local foi palco de uma ação social com a presença de uma equipe da Defensoria Pública do Rio de Janeiro, além de médicos e enfermeiros, animadores infantis e recreadores, pois, a cerca de trezentos metros dali, fora implodida a antiga fábrica de lingerie Poesi. Os moradores foram retirados de suas casas para evitar feridos caso alguma casa fosse atingida por resquícios da implosão. Houve algumas reclamações de truculência por parte da polícia quando esta foi retirar os últimos moradores que ainda não tinham deixado suas moradias.
Por volta de uma hora e meia da tarde, o governador Sérgio Cabral, do alto de uma antiga pedreira próxima, onde passaria uma linha do teleférico, acionou o botão que implodiu cinco dos nove galpões da antiga fábrica, onde seria instalado um centro social. Os outros galpões seriam reaproveitados pelas novas construções.

### Complexo do Alemão em 2010

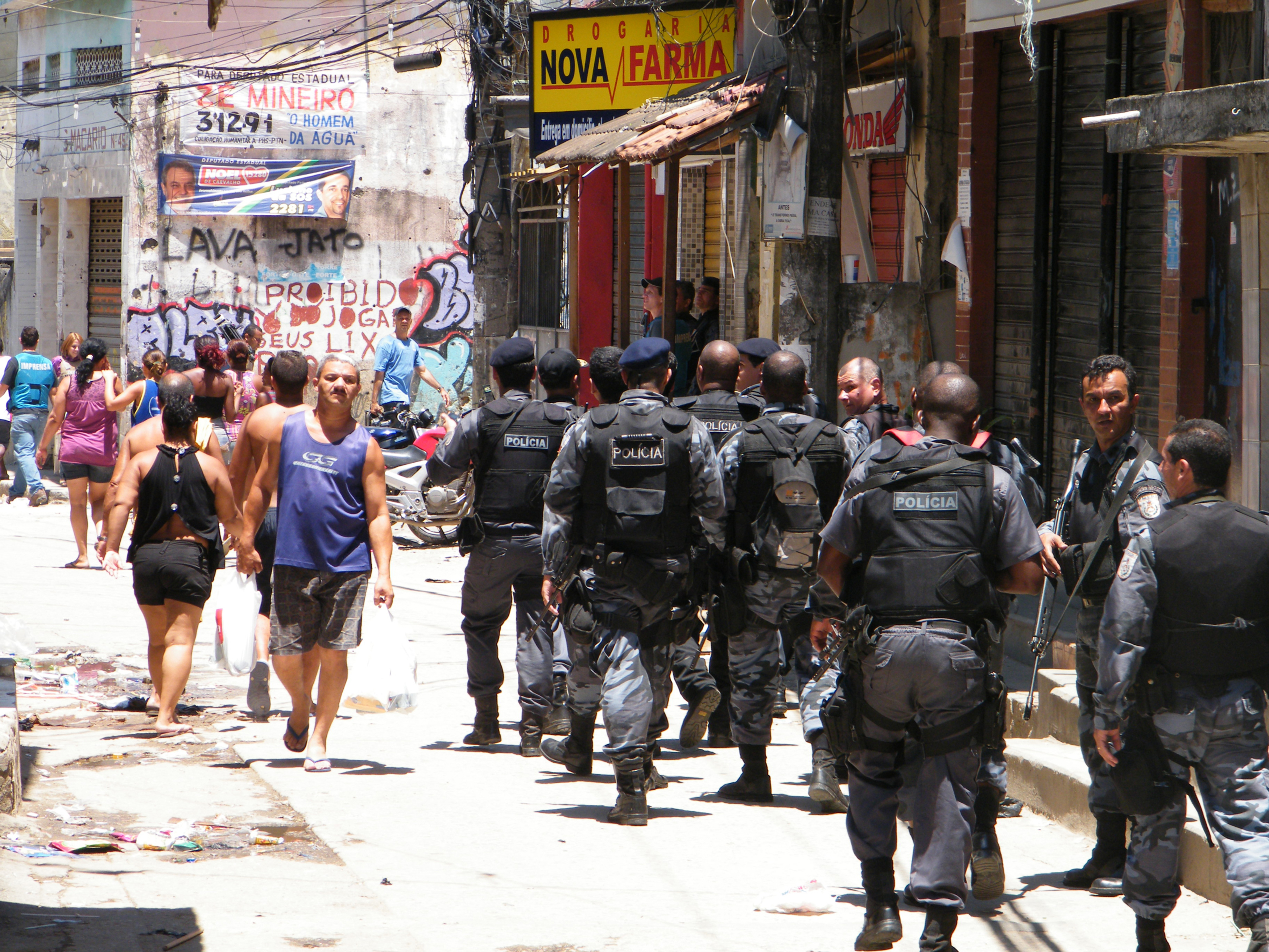
Ocupação policial do bairro em 2010

Em 25 de novembro de 2010, a Polícia Militar do Estado do Rio de Janeiro, com apoio da Marinha do Brasil e do Exército Brasileiro, fez uma operação especial para tomar o controle da Vila Cruzeiro, na Penha, o que obrigou os traficantes a fugirem para o Complexo do Alemão. No dia 26 de Novembro, a Polícia Militar do Estado do Rio de Janeiro, a Polícia Federal, a Polícia Civil e as Forças Armadas se posicionaram nos arredores do Complexo do Alemão, buscando tirar o controle do tráfico nesta região, como havia sido feito na Vila Cruzeiro no dia anterior. Houve intensa troca de tiros entre traficantes e policiais militares no início da noite do dia 26. Duas pessoas ficaram feridas, incluindo o fotógrafo da agência de notícias Reuters, Paulo Whitaker, baleado no ombro, e um motorista da imprensa, que se escondia em um bar e foi atingido por estilhaços. Mais cedo, o traficante Anderson Roberto da Silva Oliveira, o Dande, foi preso por policiais da Delegacia de Repressão a Armas e Explosivos. Até aquela tarde, 36 pessoas já tinham sido mortas durante a onda de violência na região do Grande Rio.
A polícia apreendeu mais de trezentas motos na Favela do Cruzeiro, onde também foram encontradas munições e cerca de duas toneladas de maconha, além de cocaína e crack. O Complexo do Alemão ainda era o refúgio dos grandes traficantes de favelas vizinhas, tomadas pelas unidades de polícia pacificadora. Os traficantes, diante da perda de território, passaram a cometer atos terroristas pela Região Metropolitana do Rio de Janeiro, gerando desordem e pânico na população.
Em 28 de novembro de 2010, o Batalhão de Operações Policiais Especiais (PMERJ) e as Forças Armadas do Brasil fizeram uma operação para a retomada do Complexo do Alemão. Os traficantes fugiram pela mata, devido a sua topografia desigual. Nesta operação, o Batalhão de Operações Policiais Especiais apreendeu cerca de quarenta toneladas de maconha, cocaína, crack e armas de grosso calibre. Seria efetuado o balanço final somente no final da operação.
No dia 27 de novembro, ao final da tarde, cerca de 31 traficantes se renderam à polícia. O Complexo do Alemão foi, então, controlado pela polícia com apoio das Forças Armadas. A comunidade passou a ser atendida por 8 unidades de polícia pacificadora: 20ª UPP Fazendinha, 21° UPP Nova Brasília, 22ª UPP Morro do Adeus/Morro da Baiana, 23ª UPP Morro do Alemão/Pedra do Sapo, 24ª UPP Morro do Sereno/Morro da Fé, 25ª UPP Morro da Chatuba/Morro da Caixa D'água, 26° UPP Parque Proletário e 27ª UPP Vila Cruzeiro - as quatro últimas estão localizadas no Complexo da Penha. A comunidade possui, atualmente, 20 câmeras de vigilância para ajudar os policiais a manter a segurança na comunidade. Baseado em fatos reais que ocorreram nessa operação, foi escrito o livro "A Retomada do Complexo do Alemão", escrito por Rogério Greco, André Monteiro e Eduardo Maia Betini.

## Delimitação
O bairro foi oficializado em 9 de dezembro de 1993 "em homenagem ao primeiro dia das divisões dos terrenos feito na mesma data, no ano de 1951". A sua delimitação oficial, segundo consta nos arquivos da prefeitura, é a seguinte:
| “ | Do entroncamento da Estrada de Itararé com a Rua Doutor Noguchi; seguindo por esta (incluída) da Estrada de Itararé até a Rua Roberto Silva; por esta (incluído apenas o lado par) da Rua Doutor Noguchi até a Travessa Salvador Maciel e a partir deste ponto (excluída) a Rua Teixeira Franco; por esta (excluída) até a Rua Professor Lacê; por esta (excluída) até a Rua 23 de Agosto; por esta (excluída, o Largo do Itararé) até a Estrada de Itararé; por esta (incluindo apenas o lado ímpar) da Rua 23 de Agosto até a Rua Sebastião de Carvalho; por esta (excluída) até a Travessa Laurinda; por esta (excluída) até encontrar o prolongamento do alinhamento da Rua Cabedelo; por este e pela Rua Cabedelo (incluída) até a Rua Armando Sodré; por esta (incluída) da Rua Cabedelo até encontrar o prolongamento do alinhamento da Rua Iriguati; por este e pela Rua Iriguati (excluída) até a Rua Antonio Rêgo; por esta (excluída) até a Rua Itajoá e a partir deste ponto (incluído apenas o lado Impar) até a Rua Itacorá; por esta (incluído apenas o lado impar) até a Rua "G" do PA 9.284 (excluída); dai, em direção Oeste, seguindo pela linha de cota 50 metros (excluindo a Rua Mirá) até encontrar o prolongamento do alinhamento da Rua Comandante Hoover; por este, subindo a Serra da Misericórdia em direção Sul, até a sua cumeada; por esta, em direção Oeste, passando pelos pontos de cota 171 metros e 134 metros até o ponto de cota 138 metros; daí, descendo o espigão em direção Sul (excluindo a Favela Relicário), até encontrar a Rua Canitar; deste ponto, pela Rua Canitar (excluída, excluindo a Rua Carlos Perry) até umponto situado a 250 metros da Estrada Velha da Pavuna; daí, por uma linha reta em direção Leste (incluindo a localidade do Morro das Palmeiras), passando pelos finais das Ruas Tegucigalpa e Ibirapitanga (todas excluídas) até o final da Rua Tangapeme; por esta (excluída) até a Rua lvurarema; por esta (excluída) até o seu final; deste ponto (incluindo a comunidade Alvorada/Vila Cruzeiro) por uma tinha reta em direção Sul até encontrar o entroncamento da Vila Ascânio com a Vila Glauco; por esta (excluída) até a Vila Jesuânia; por esta (excluída, excluindo toda as ruas de vila com servidão pela Avenida ltaóca nº 2.358) até a Avenida Itaóca; por esta (excluída) até a servidão ao lado do nº 2.260 e a partir deste ponto incluindo apenas o lado par, (incluindo a servidão ao lado do nº 2.260) até a Rua Antonio Austregésilo; seguindo por esta (incluída) até 260 metros da Avenida Itaóca; daí, contornando o loteamento Jardim Guadalajara (excluído) até encontrar a Avenida Itaóca; por esta (incluído apenas o lado par) do limite Leste do Loteamento Jardim Guadalajara até a Rua Horácio Picoreli; por esta (incluída) até o seu final; daí, pelo Morro de Bonsucesso emdireção Leste até encontrar o final da Rua Capuçara (incluída); daí, pela Rua Piancó (excluída), até a Rua Tangará; por esta (incluída) até a Rua Piumbi; por esta, até encontrar o final da Rua Capuçara (incluída); daí, pela Rua Piancó (excluída), até a Rua Tangará; por esta (excluída) até a Rua Piumbi; por esta (excluída) da Rua Tangará até a Rua Sabaúna; por esta (excluída) da Rua Piumbi até a Rua Joana Fontoura; por esta (excluída) até encontrar a Rua Aquiri; por esta (incluída) até a Estrada de Itararé; por esta (incluída) da Rua Aquiri até o ponto de partida. | ” |
|   | — Lei Nº 2055 de 9 de dezembro de 1993. |   |

### Subdivisões

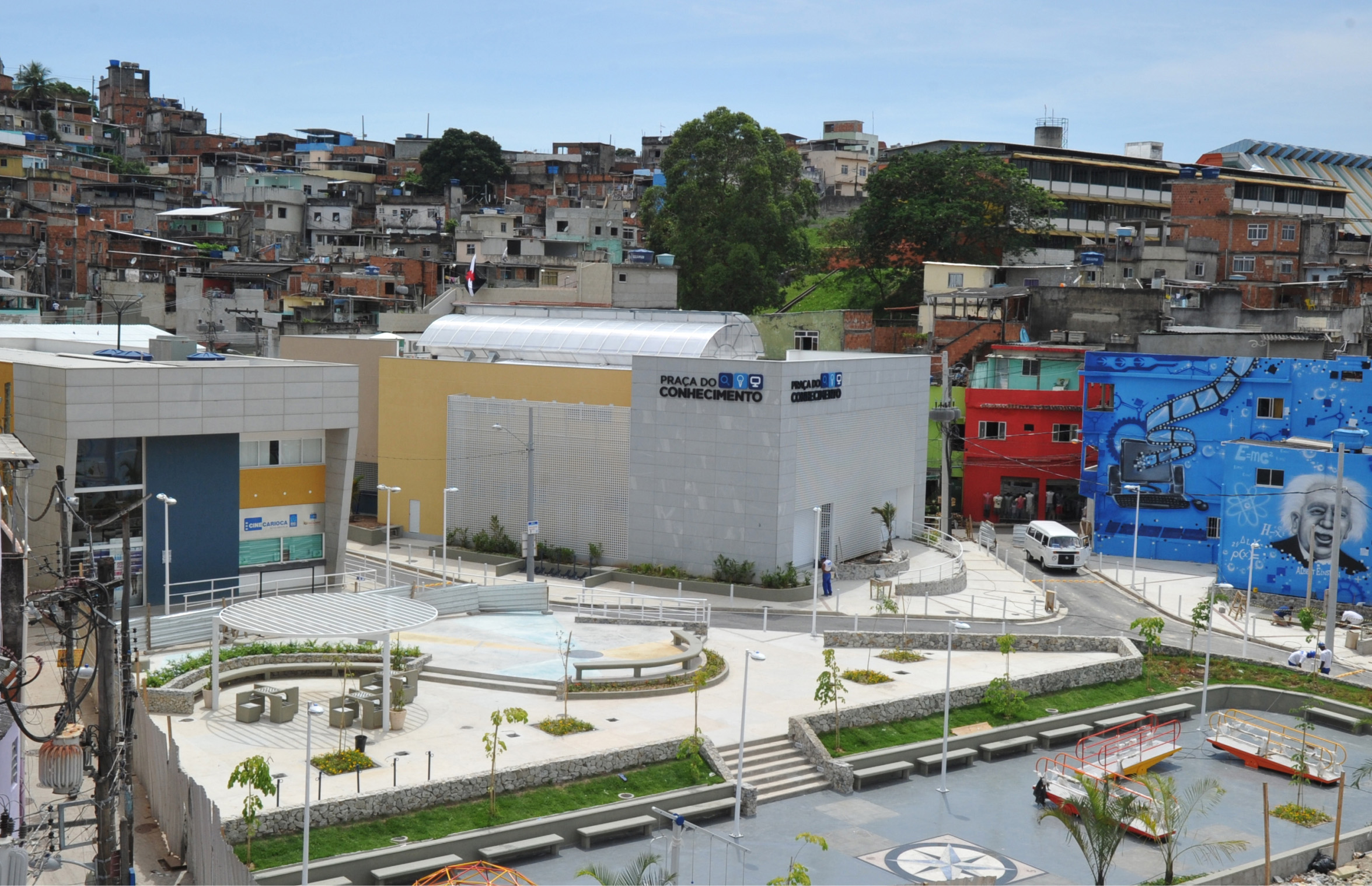
Praça do Conhecimento

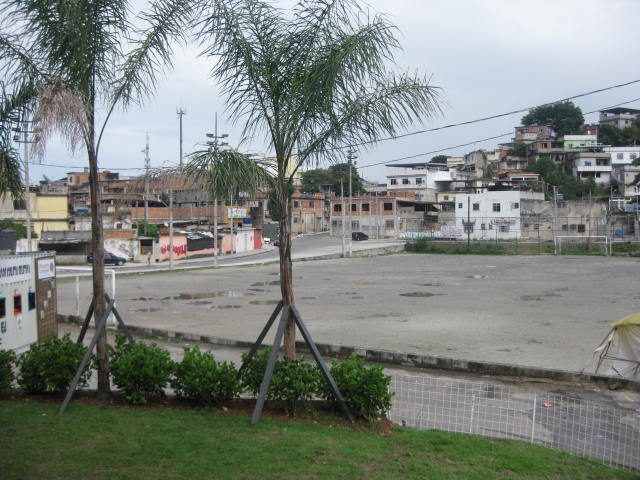
Campo do Sargento na Rua Canitá

Algumas das favelas do Complexo do Alemão são:
- Morro da Baiana
- Morro do Alemão
- Favela da Alvorada
- Favela Nova Brasília
- Favela Pedra do Sapo
- Favela das Palmeiras
- Favela Fazendinha
- Favela da Grota
- Favela da Matinha
- Morro dos Mineiros
- Favela do Reservatório de Ramos
- Favela das Casinhas
- Morro do Adeus
- Favela Areal
- Morro do Coqueiro

## Cultura
Na Alvorada, está localizada o GRES Paraíso da Alvorada, que representa o Complexo do Alemão no Desfile das escolas de samba do Rio de Janeiro. Além dessa escola de samba, no bairro costumam ser realizados vários bailes funk.

## Teleférico
Semelhante ao teleférico da cidade de Medellín, na Colômbia, o Teleférico do Complexo do Alemão foi criado com capacidade para transportar dez passageiros em cada cabine, com um total de 152 cabines; intervenção urbanística realizada pelo arquiteto Jorge Mario Jáuregui. Ligando a estação de Bonsucesso da Supervia até o ponto mais alto do morro, foi inaugurado no dia 7 de julho de 2011. Com a consolidação da pacificação da área, tem todo o potencial para se tornar uma nova atração turística do Rio. Possui seis estações:
| Bonsucesso: Estação intermodal situada no centro do bairro e integrada ao meio de transporte ferroviário.                                                                                              |
| Morro do Adeus: Localizada em uma das comunidades mais importantes do complexo, antes acessível apenas por escadarias.                                                                                 |
| Morro da Baiana: Estação motriz de todo o sistema, localizada no bairro de Ramos. |
| Morro do Alemão: Situada na comunidade que batiza o complexo. |
| Itararé: Mais uma das estações intermediárias no cerne da comunidade, promove a integração com o conjunto habitacional da Poesi, na Estrada do Itararé, e com o Colégio Estadual Jornalista Tim Lopes. |
| Palmeiras: Estação de retorno do teleférico, localizada no bairro de Inhaúma. Oferece uma visão fascinante do Complexo do Alemão.                                                                      |